# Lisos
Le Lisos est une rivière du sud de la France qui coule dans les départements de Lot-et-Garonne et de Gironde. C'est un affluent gauche de la Garonne.

## Géographie
Le Lisos prend sa source dans le département de Lot-et-Garonne sur la commune d'Antagnac et se jette en rive gauche dans la Garonne entre les communes d'Hure dans la Gironde et de Meilhan-sur-Garonne en Lot-et-Garonne où il sert de frontière naturelle entre ces communes et les deux départements. La longueur de son cours est de 26,5 km

### Départements et communes traversés
- Lot-et-Garonne : Antagnac, Saint-Sauveur-de-Meilhan, Meilhan-sur-Garonne.
- Gironde : Cours-les-Bains, Grignols, Masseilles, Cauvignac, Sigalens, Aillas, Noaillac, Hure.

## Principaux affluents
- Ruisseau du Trône : 3,6 km
- Ruisseau de Lèbe : 4,5 km
- Ruisseau de Talente : 2,5 km